# Óscar Pérez Rojas
Óscar Pérez Rojas (1 de febrer de 1973) és un exfutbolista mexicà.

## Selecció de Mèxic
Va formar part de l'equip mexicà a la Copa del Món de 1998.